# Jerod Haase
Jerod Albert Haase (South Lake Tahoe, 1º aprile 1974) è un allenatore di pallacanestro ed ex cestista statunitense.

## Carriera
Con gli Stati Uniti ha disputato le Universiadi di Fukuoka 1995.